# Arthroleptides yakusini
Espèce
Synonymes
- Petropedetes yakusini (Channing, Howell & Moyer, 2002)

Statut de conservation UICN

 EN B1ab(iii) : En danger
Arthroleptides yakusini est une espèce d'amphibiens de la famille des Petropedetidae.

## Répartition
Cette espèce est endémique des montagnes de l'Est de la Tanzanie. Elle se rencontre entre 300 et 2 800 m d'altitude dans les monts Uluguru, Udzungwa et Mahenge,.

## Étymologie
Le nom spécifique yakusini vient du swahili ya kusini, venant du Sud, en référence à la distribution de cette espèce par rapport à Arthroleptides martiensseni.

## Publication originale
- Channing, Moyer & Howell, 2002 : Description of a new torrent frog in the genus Arthroleptides from Tanzania (Amphibia, Anura, Ranidae). Alytes, vol. 20, p. 13-27.